# Aston Events Centre
Aston Events Centre är en inomhusarena i Birmingham, England. Arenan kallades tidigare Aston Villa Leisure Centre och ligger intill Villa Park som är Aston Villas hemmaplan.